# Авіаційна підтримка

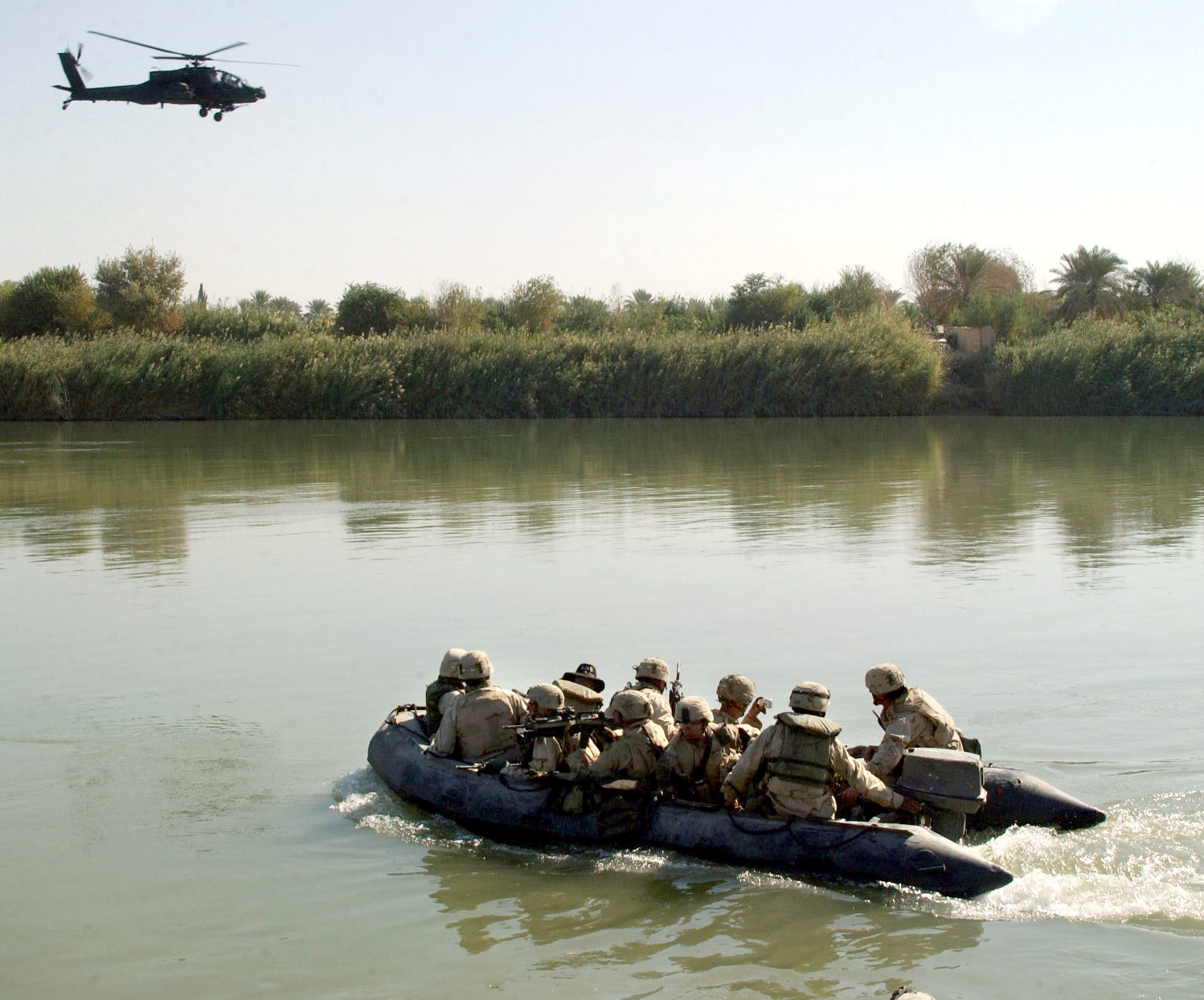
Ударний вертоліт AH-64 Apache забезпечує безпосередню авіаційну підтримку американським солдатам у ході патрулювання на човнах на річці Тигр південно-східніше Багдаду. Іракська війна. 21 жовтня 2005

Авіаці́йна підтри́мка — бойові дії військової авіації, що виконуються на користь об'єднань (з'єднань) сухопутних військ в ході проведення операції, а також висадженого морського (повітряного) десанту. Авіаційна підтримка є складовою частиною вогневої підтримки, починається з переходом військ в атаку, після закінчення авіаційної підготовки; у оборонній операції — одночасно з початком оборонних дій; при десантуванні — з початком висадки десанту. Закінчується авіаційна підтримка після виконання військами бойових завдань.
Авіаційна підтримка здійснюється силами винищувально-бомбардувальної (штурмової), тактичної та армійської авіації; до участі в ній може притягуватися також бомбардувальна, а в окремих випадках винищувальна авіація.
Основний вміст авіаційної підтримки — знищення (придушення) найважливіших об'єктів противника: засобів нападу зброї масового ураження, найближчих резервів, що висуваються, пунктів управління, вузлів опору і опорних пунктів, вогневих засобів та інших важливих об'єктів в тактичній і найближчій оперативній глибині. Ведеться вона за планом військової операції (бою) підтримуваних військ виділеними для цього завдання силами авіації.
Авіаційні з'єднання і частини фронтової авіації, призначені для авіаційної підтримки військ, як правило, залишаються в прямому підпорядкуванні старшого авіаційного начальника. Загальновійськовий командир в межах виділеного льотного ресурсу використовує авіацію для вирішення завдань на користь своїх військ.
Для здійснення взаємодії з військами і управління авіацією, призначеної для авіаційної підтримки, створюються передові авіаційні пункти управління. Їх розгортають спільно з пунктами управління командувачів загальновійськовими об'єднаннями (командирів з'єднань) або поблизу них. Під час Другої світової війни авіаційна підтримка була складовою частиною авіаційного наступу, будучи його основним періодом, і проводилася у всіх операціях сухопутних військ.
У деяких провідних арміях світу безпосередня авіаційна підтримка (БАП) характеризується як вогнева підтримка з повітря своїх наземних військ, що діють проти передових підрозділів і частин противника. Зазвичай в ході її виконання авіаційні удари завдаються по цілях, які знаходяться в безпосередній близькості від переднього краю, що викликає необхідність чіткої координації дій авіації з наземними військами. Для цього створюються групи авіанавідників як в бойових порядках своїх військ, так і в повітрі (на спеціальних літаках).